# Abarema filamentosa
Abarema filamentosa és una espècie de llegum del gènere Abarema de la família Fabaceae. És endèmica dels estats brasilers de Bahia i Espírito Santo, i es troba a la selva humida de la Mata Atlàntica i a les restinges.